# New Medicine
New Medicine американская рок-группа из Медины, штат Миннесота. Сразу после формирования группа подписала контракт с лейблом Photo Finish Records. Их дебютный альбом «Race You to the Bottom» вышел 18 сентября 2010 года.

## История
Группа "New Medicines" была изначально создана под названием "A Verse Unsung" двумя друзьями — Джейком Шерером и Дэном Гарландом — которые в это же время посещали среднюю школу Ороно. Они писали тексты во время занятий, а потом накладывали на них музыку на ферме семьи Шереров в Медине. Кенни Фритц и Аарон Гейтс позже присоединились к группе, но затем были заменены. Они подписали контракт с Photo Finish Records после формирования новой группы, названной New Medicine, с Райаном Ганзоном и Мэттом Брейди. Их дебютный альбом Race You to the Bottom был выпущен 18 сентября 2010 года. Группа участвовала в турах с такими известными исполнителями, как Avenged Sevenfold, Halestorm, Bluckherry и Stone Sour. Их песни "Race You to the Bottom, " "Laid, " и «Rich Kids» были добавлены в плейлист на радиостанции Sirius XM Radio’s Octane Channel. «Laid» заняла 32 место в списке Mainstream Rock весной 2011 года, «Race You to the Bottom» — 19 место в списке Mainstream Rock весной 2012 года, а «Rich Kids» — 31 место в списке Mainstream Rock осенью 2012 года. 21 декабря 2012 года Мэтт Брейди объявил о своем уходе из группе, чтобы посвятить больше времени Joy2theWorld, помогавшей женщинам и детям Ганы. Позднее в том же году, Райан Ганзон покинул группу, решив заняться сольным проектом. Дилан Вуд (ex-Empathic) стал новым барабанщиком с тех пор, а затем пришел и басист — Кайл ЛеБлан. В новом составе они выпустили альбом «Breaking the Model» 26 августа 2014 года под лейблом Imagen Records с передовым синглом «One Too Many», занявшем 40 место в списке Mainstream Rock. 28 ноября 2013 года группа заявила на своей страничке в Facebook о начале работы над новым альбомом, который и был выпущен 26 августа 2014 года. Райан Ганзон вернулся в группу ради одного концерта в апреле 2015 года на родине группы — в Медине — но только из-за того, что ведущий гитарист, Дэн Гарланд, не смог выступать. Мэтт Брейди также появился на сцене в ту ночь в качестве гостя. 27 апреля 2015 года было объявлено, что группа делает перерыв на неопределенное время. Перерыв закончился 5 декабря 2019 года, когда группа объявила в своём аккаунте в Facebook о работе над новым альбомом из-за увеличения числа подписчиков на Spotify. 13 марта 2020 они представили песню "Die Trying" из нового альбома с таким же названием. В конце января 2021 года рок-группа разместила во всех социальных сетях новость о выходе нового сингла вместе с Adelitas Way 
. 12 марта они выпустили новый альбом "Own It", который содержит одноименный трек и rock remix.

## Дискография

### Студийные альбомы
| Год  | Детали альбома                                                                       | Максимальная позиция | Максимальная позиция | Максимальная позиция |
| Год  | Детали альбома                                                                       | US                   | US Heat              | US Rock              |
| ---- | ------------------------------------------------------------------------------------ | -------------------- | -------------------- | -------------------- |
| 2010 | Race You to the Bottom - Дата выхода: 18 сентября 2010 - Лейбл: Photo Finish Records | 104                  | 2                    | 39                   |
| 2014 | Breaking the Model - Дата выхода: 25 августа 2014 - Лейбл: Imagen Records            | —                    | —                    | —                    |

### Синглы
| Год  | Название                 | Чарты      | Чарты     | Альбом                 |
| Год  | Название                 | U.S. Main. | U.S. Rock | Альбом                 |
| ---- | ------------------------ | ---------- | --------- | ---------------------- |
| 2010 | «Laid»                   | 32         | —         | Race You to the Bottom |
| 2010 | «Race You to the Bottom» | 19         | 40        | Race You to the Bottom |
| 2011 | «Rich Kids»              | 31         |           | Race You to the Bottom |
| 2011 | «Resolve To Fight»       | —          | —         | Race You to the Bottom |
| 2014 | «One Too Many»           | 37         | —         | Breaking the Model     |
| 2020 | «Die Trying»             | —          | —         | Dye Trying             |

## Туры
- Burn Halo вместе с Track Fighter и New Medicine. (2009)
- The Used/Chiodos & New Medicine Tour.[8] (17 апреля, 2010)
- Uproar Festival вместе с Avenged Sevenfold, Disturbed, & Stone Sour.[9][10] (17 августа — 4 октября, 2010)
- Rise From Ashes Tour вместе с D.R.U.G.S. & Eyes Set to Kill.[11][12] (4-19 декабря, 2010)
- Nightmare After Christmas Tour вместе с Avenged Sevenfold, Stone Sour, & Hollywood Undead.[13][14] (20 января — 13 февраля, 2011)
- Revolt Tour вместе с Hollywood Undead, Drive A, и 10 Years (6 апреля, 2011 — 27 мая, 2011).[15]